# Закоханності Анаїс
Закоханності Анаїс (фр. Les Amours d'Anaïs) — французька комедія 2021 року режисерки Шарлін Буржуа-Таке.

## Сюжет
Балакуча, допитлива та нескромна Анаїс розірвала стосунки зі своїм хлопцем, переставши відчувати до нього почуття, загрузла у боргах за оренду квартири та захопилася черговим чоловіком — успішним видавцем Даніелем. Він значно старший, але зовсім не турбує її та щасливо одружений, що викликає легке занепокоєння у вітряної Анаїс. Проте ситуація стає справді складною, коли головна героїня вирішує познайомитися з дружиною Даніеля Емілі, відомою письменницею. Незабаром суспільство Даніеля відходить на другий план, а Емілі починає привертати увагу велелюбної Анаїс.

## У ролях
| Актор                 | Роль   |
| --------------------- | ------ |
| Анаїс Демустьє        | Анаїс  |
| Валерія Бруні-Тедескі | Емілі  |
| Дені Подалідес        | Даніел |
| Жан-Шарль Кліше       | Йоанн  |
| Крістоф Монтене       | Рауль  |

## Виробництво
Зйомки фільму відбувалися на півострові Бретань і в місті Нант у Франції.

## Визнання
Фільм був показаний у рамках програми «Міжнародний тиждень критики» на Каннському кінофестивалі 2021 року.

## Критика
На Rotten Tomatoes 90 % із 69 відгуків є позитивними із середньою оцінкою 6,7/10. Консенсус критиків сайту стверджує: «Можливо, головна героїня сподобаєтся не кожному, але „Закоханності Анаїс“ пропонує добре зіграний і легкий гумористичний погляд на застарілі теми».
На Metacritic фільм отримав оцінку 73 зі 100 на основі 18 критиків, що вказує на «загалом схвальні відгуки».
Фільм був вибором критиків New York Times. Манола Даргіс написав, що фільм здається простим, виглядає «чистим і яскравим» і рухається «так само жваво, як і його герой, а монтаж та жива музика роблять великий шмат роботи, ніж стримана операторська робота». У рецензії на The Wrap Кеті Волш написала, що стиль такий же захоплюючий і цікавий, як і герой фільму.